# KK Elektra
Le Košarkarski Klub Elektra Sostanj, ou Elektra Esotech est un club slovène de basket-ball basé à Šoštanj. Le club évolue dans le championnat slovène.

## Historique
Le club a changé de nom (tout en gardant la même dénomination sociale) avec l'appui d'un nouveau sponsor en 2005, pour devenir Elektra Esotech.

## Entraîneurs successifs
- Depuis? : Bojan Lazić